# Costus schlechteri
Costus schlechteri är en enhjärtbladig växtart som beskrevs av Hubert J.P. Winkler. Costus schlechteri ingår i släktet Costus och familjen Costaceae. Inga underarter finns listade.